# 백남원
백남원(1994년 10월 4일 ~ )은 전 KBO 리그 LG 트윈스의 야구 선수다.

## 출신 학교
- 대구본리초등학교
- 포항제철중학교
- 포항제철공업고등학교